# 河合その子 ベスト・コレクション
『河合その子 ベスト・コレクション』（かわいそのこ ベスト・コレクション）は、河合その子のベスト・アルバム。1997年7月21日発売。発売元はSony Records。規格品番：SRCL-3976。

## 解説
CD帯のコピー：あの頃、いちばん輝いていた君を忘れない。
Sony Recordsの廉価版アルバムシリーズ「CD選書」から発売された「STAR COLLECTION」というサブタイトルが付いているベスト・アルバム。全17曲が収録されており、CDケースは薄型のスリム・ケースを使用している。
本アルバムは1994年の結婚後に発売された初のアイテムである。その後も2枚組ベスト・アルバム『GOLDEN☆BEST 河合その子』（2002年11月20日発売、MHCL-177/8）や、生産限定盤『河合その子 コンプリートDVD BOX（2007年2月21日発売、MHBL-1081/5）、『河合その子プレミアム』（2009年9月30日発売、MHCL-1591/1600）などがソニー・ミュージックより発売されている。

## 収録曲
11曲目まで作曲・編曲：後藤次利
1. 涙の茉莉花LOVE（4:02）
  - 作詞：T2
  - おニャン子クラブ関連作品で、初のオリコン1位獲得曲（1985年9月16日・23日付）。
2. 落葉のクレッシェンド（4:06）
  - 作詞：秋元康
3. 午後のパドドゥ（3:27）
  - 作詞：芹沢類
  - フジテレビ系バラエティ『なるほど!ザ・ワールド』エンディング・テーマ。
4. さよなら夏のリセ（4:27）
  - 作詞：芹沢類
  - 河合その子 with おニャン子クラブ
  - 同時期に類似する題名の曲を南野陽子が歌っている[3]。
5. 悲しみのトリスターナ（3:48）[4]
  - 作詞：秋元康
6. 青いスタスィオン（4:08）
  - 作詞：秋元康
  - オリコン1位獲得曲（1986年3月31日・4月7日付）、同年のオリコン年間ヒットチャート第10位。
  - 森永製菓「HI-SOFT」コマーシャルソング。
7. 再会のラビリンス（4:25）
  - 作詞：秋元康
  - オリコン1位獲得曲（1986年7月14日付）。
8. 悲しい夜を止めて（4:10）
  - 作詞：秋元康
  - オリコンチャート1位獲得曲（1986年11月3日付）。
9. 哀愁のカルナバル（4:26）
  - 作詞：秋元康
10. 雨の木（4:53）
  - 作詞：秋元康
11. JESSY（4:24）
  - 作詞：川村真澄
12. 夢から醒めた天使（4:16）
  - 作詞：小林和子、作曲・編曲：和泉一弥
13. 雨のメモランダム（4:20）
  - 作詞：川村真澄、作曲：木戸やすひろ、編曲：大谷和夫
  - ラスト・シングル[5]。
14. 海の足跡（4:19）
  - 作詞・作曲・編曲：河合その子
15. 淡い紫のブライトライツ（3:59）
  - 作詞：あさくらせいら、作曲：河合その子、編曲：Todd Yvega
16. 月夜（4:37）
  - 作詞：森本抄夜子、作曲：河合その子、編曲：武部聡志
17. 空を見上げて（4:20）
  - 作詞：谷穂ちろる、作曲：河合その子、編曲：安藤高弘

## 関連作品
- Dedication - リニューアル録音の楽曲を含む、企画アルバム。
- Sonnet - 初CD化の曲を含めたベスト・アルバム。
- GOLDEN☆BEST 河合その子 - シングルのA・B面網羅、アルバム収録曲や未発表ライヴ音源を含めた2枚組。